# Florea Fătu
Florea Fătu (* 17. Juli 1924 in Ciocile; † 11. Dezember 1995) war ein rumänischer Fußballspieler. Er bestritt insgesamt 137 Spiele in der Divizia A.

## Karriere
Die Karriere von Fătu begann im Jahr 1942 bei Juventus Bukarest. Da seinerzeit der Ligabetrieb aufgrund des Zweiten Weltkrieges unterbrochen worden war, kam er erst in der Spielzeit 1946/47 zu seinen ersten Einsätzen in der Divizia A. Nachdem er 14 Tore in 24 Spielen erzielt hatte, wechselte er im Sommer 1947 zum neu gegründeten ASA Bukarest. Während der Saison 1948/49 kehrte er zu Juventus zurück, das nunmehr als Petrolul Bukarest firmierte. Dort konnte er nicht an seine frühere Torgefährlichkeit anknüpfen. Als der Klub Anfang 1952 nach Ploiești übersiedelt wurde, blieb er dem Verein erhalten. Am Ende der Saison 1952 musste er mit seiner Mannschaft absteigen. Gleichzeitig erreichte er mit seinem Team das rumänische Pokalfinale, unterlag dort aber CCA Bukarest mit 0:2. Nach dem Wiederaufstieg 1953 kam er in der Divizia A nur noch fünfmal zum Einsatz und beendete Ende 1954 seine Laufbahn.

## Nationalmannschaft
Fătu bestritt ein Spiel für die rumänische Nationalmannschaft, als er am 19. Juli 1947 im Freundschaftsspiel gegen Polen zur Halbzeitpause für Nicolae Dumitrescu eingewechselt wurde.

## Erfolge
- Rumänischer Pokalfinalist: 1952